# Bundestagswahlkreis Prignitz – Ostprignitz-Ruppin – Havelland I
Der Wahlkreis Prignitz – Ostprignitz-Ruppin – Havelland I (Wahlkreis 56) ist ein Bundestagswahlkreis in Brandenburg. Er umfasst das Gebiet der Landkreise Prignitz und Ostprignitz-Ruppin sowie vom Landkreis Havelland die Stadt Nauen und die Ämter Friesack, Nennhausen und Rhinow.

## Geschichte
Der Wahlkreis wurde nach der Deutschen Wiedervereinigung für die Bundestagswahl 1990 unter dem Namen Neuruppin – Kyritz – Wittstock – Pritzwalk – Perleberg neu gebildet und mit der Wahlkreisnummer 271 versehen.
Das Wahlkreisgebiet bestand ursprünglich aus den damaligen Landkreisen Neuruppin, Kyritz und Wittstock (heute im Wesentlichen: Landkreis Ostprignitz-Ruppin) sowie den damaligen Landkreisen Pritzwalk und Perleberg (heute im Wesentlichen: Landkreis Prignitz).
Die nach dem Gesetz zur Neugliederung der Kreise und kreisfreien Städte im Land Brandenburg vom 24. Dezember 1992 durchgeführte Gebietsreform fand ihren Niederschlag in der Aufteilung der Bundestagswahlkreise erst in deren grundlegender Neuordnung vor der Bundestagswahl 2002. Seitdem gehört auch die vorher dem Wahlkreis Prenzlau – Angermünde – Schwedt – Templin – Gransee zugehörige Gemeinde Keller, die in der Kreisreform vom damaligen Landkreis Gransee zum Landkreis Ostprignitz-Ruppin gekommen war, zum Wahlkreisgebiet. Außerdem wurde der Wahlkreis um die Ämter Friesack und Rhinow erweitert, die vorher zum Wahlkreis Brandenburg – Rathenow – Belzig gehört hatten. Seitdem trug der Wahlkreis auch den Namen Prignitz – Ostprignitz-Ruppin – Havelland I und die Wahlkreisnummer 56.
Mit der Auflösung des zum Bundestagswahlkreis Oberhavel – Havelland II gehörigen Amtes Nauen-Land im Oktober 2003 kamen die Gemeinde Retzow und die ehemalige Gemeinde Selbelang zum Amt Friesack und führten so vor der Bundestagswahl 2005 auch zu einer Vergrößerung des Wahlkreisgebietes. Bei der Wahl 2009 hatte der Wahlkreis die Nummer 57, seit 2013 die Nummer 56.
Zur Bundestagswahl 2017 wechselten zusätzlich Stadt Nauen aus dem Wahlkreis Oberhavel – Havelland II und das Amt Nennhausen aus dem Wahlkreis Brandenburg an der Havel – Potsdam-Mittelmark I – Havelland III – Teltow-Fläming I in den Wahlkreis.

## Wahlkreisabgeordnete
| Wahl | Abgeordneter | Abgeordneter       | Partei | Stimmen in % |
| ---- | ------------ | ------------------ | ------ | ------------ |
| 1990 |              | Rosemarie Priebus  | CDU    | 41,7         |
| 1994 |              | Ernst Bahr         | SPD    | 50,1         |
| 1998 | 52,6         | Ernst Bahr         | SPD    |              |
| 2002 | 48,2         | Ernst Bahr         | SPD    |              |
| 2005 | 38,5         | Ernst Bahr         | SPD    |              |
| 2009 |              | Dagmar Ziegler     | SPD    | 32,1         |
| 2013 |              | Sebastian Steineke | CDU    | 33,5         |
| 2017 | 30,8         | Sebastian Steineke | CDU    |              |
| 2021 |              | Wiebke Papenbrock  | SPD    | 33,0         |
| 2025 |              | Götz Frömming      | AfD    | 38,9         |

## Wahlergebnisse

### Bundestagswahl 2025
| Kandidaten                                             | Kandidaten                 | Parteien/Listen       | Erststimmen | Erststimmen | Zweitstimmen | Zweitstimmen |
| Kandidaten                                             | Kandidaten                 | Parteien/Listen       | Stimmen     | %           | Stimmen      | %            |
| ------------------------------------------------------ | -------------------------- | --------------------- | ----------- | ----------- | ------------ | ------------ |
|                                                        | Wiebke Papenbrock          | SPD                   | 29.296      | 22,2        | 21.026       | 15,9         |
|                                                        | Sebastian Steineke         | CDU                   | 25.868      | 19,6        | 22.935       | 17,4         |
|                                                        | Martin Wandrey             | Bündnis 90/Die Grünen | 4.033       | 3,1         | 5.789        | 4,4          |
|                                                        | Marie Luise Kretschmer     | FDP                   | 2.847       | 2,2         | 3.356        | 2,5          |
|                                                        | Götz Frömminggewählt im WK | AfD                   | 51.213      | 38,9        | 48.294       | 36,6         |
|                                                        | Daniel Irrgang             | Die Linke             | 13.871      | 10,5        | 12.913       | 9,8          |
|                                                        | Georg Kamrath              | Freie Wähler          | 4.596       | 3,5         | 1.915        | 1,4          |
|                                                        | –                          | Die PARTEI            | –           | –           | 914          | 0,7          |
|                                                        | –                          | Volt                  | –           | –           | 519          | 0,4          |
|                                                        | –                          | MLPD                  | –           | –           | 74           | 0,1          |
|                                                        | –                          | Bündnis Deutschland   | –           | –           | 292          | 0,2          |
|                                                        | –                          | BSW                   | –           | –           | 14.083       | 10,7         |
| Gesamt                                                 | Gesamt                     | Gesamt                | 131.724     | 100         | 132.110      | 100          |
|                                                        |                            |                       |             |             |              |              |
| Ungültige Stimmen                                      | Ungültige Stimmen          | Ungültige Stimmen     | 1.418       | 1,1         | 1.032        | 0,8          |
| Wähler                                                 | Wähler                     | Wähler                | 133.142     | 78,5        | 133.142      | 78,5         |
| Wahlberechtigte                                        | Wahlberechtigte            | Wahlberechtigte       | 169.648     |             | 169.648      |              |
|                                                        |                            |                       |             |             |              |              |
| Quellen: Die Bundeswahlleiterin, Kandidaten – Ergebnis |                            |                       |             |             |              |              |

### Bundestagswahl 2021
Bei der Bundestagswahl 2021 sind für den Wahlkreis 19 Parteien mit Landeslisten und zwölf Kandidaten für das Direktmandat angetreten. Die Wahlbeteiligung lag bei 70,9 %.
| Direktkandidat     | Partei                                                                            | Erststimmen in % | Zweitstimmen in % |
| ------------------ | --------------------------------------------------------------------------------- | ---------------- | ----------------- |
| Sebastian Steineke | CDU                                                                               | 19,4             | 16,0              |
| Dominik Kaufner    | AfD                                                                               | 19,7             | 19,2              |
| Wiebke Papenbrock  | SPD                                                                               | 33,0             | 34,0              |
| Anja Mayer         | DIE LINKE                                                                         | 9,0              | 8,1               |
| Thomas Essig       | FDP                                                                               | 6,1              | 7,5               |
| Maximilian Kowol   | GRÜNE                                                                             | 4,7              | 6,3               |
| —                  | Tierschutzpartei                                                                  | —                | 2,1               |
| Corvin Drößler     | Die PARTEI                                                                        | 1,8              | 1,1               |
| Michael Güldener   | FREIE WÄHLER                                                                      | 3,8              | 2,5               |
| —                  | NPD                                                                               | —                | 0,4               |
| —                  | DKP                                                                               | —                | 0,1               |
| —                  | ÖDP                                                                               | —                | 0,1               |
| —                  | MLPD                                                                              | —                | 0,1               |
| Stephan Dietzsch   | dieBasis                                                                          | 1,5              | 1,3               |
| —                  | Die Humanisten                                                                    | —                | 0,1               |
| Axel Heidkamp      | PIRATEN                                                                           | 0,5              | 0,4               |
| —                  | Team Todenhöfer                                                                   | —                | 0,1               |
| —                  | UNABHÄNGIGE                                                                       | —                | 0,4               |
| —                  | Volt                                                                              | —                | 0,2               |
| Norbert Glamann    | Einzelbewerber (ehrliche Politik / Transparenz)                                   | 0,4              | —                 |
| Willi Eckelmann    | Einzelbewerber (Wirklich besser regieren, für unser Land und für unsere Zukunft.) | 0,2              | —                 |

### Bundestagswahl 2017
Die Bundestagswahl 2017 hatte folgendes Ergebnis:
| Direktkandidat     | Partei           | Erststimmen in % | Zweitstimmen in % |
| ------------------ | ---------------- | ---------------- | ----------------- |
| Sebastian Steineke | CDU              | 30,8             | 29,7              |
| Dagmar Ziegler     | SPD              | 23,7             | 21,0              |
| Kirsten Tackmann   | DIE LINKE        | 17,6             | 16,4              |
| Michael Nehls      | AfD              | 18,0             | 18,7              |
| Martin Wandrey     | GRÜNE/B90        | 3,0              | 3,6               |
| —                  | NPD              | —                | 0,9               |
| Andreas Hoffmann   | FDP              | 3,6              | 5,5               |
| Karl Engewicht     | Freie Wähler     | 1,2              | 1,0               |
| Arnold Blum        | MLPD             | 0,3              | 0,2               |
| —                  | BGE              | —                | 0,3               |
| —                  | DKP              | —                | 0,1               |
| —                  | DM               | —                | 0,2               |
| —                  | ÖDP              | —                | 0,1               |
| Corvin Drößler     | Die PARTEI       | 1,3              | 1,0               |
| —                  | Tierschutzpartei | —                | 1,2               |
| Mario Borchert     | Einzelbewerber   | 0,5              | –                 |

### Bundestagswahl 2013
Die Bundestagswahl 2013 hatte folgendes Ergebnis:
| Direktkandidat           | Partei          | Erststimmen in % | Zweitstimmen in % |
| ------------------------ | --------------- | ---------------- | ----------------- |
| Kirsten Tackmann         | Die Linke       | 24,1             | 22,5              |
| Dagmar Ziegler           | SPD             | 29,6             | 25,1              |
| Sebastian Steineke       | CDU             | 33,5             | 36,5              |
| Jens-Dieter Engelhardt   | FDP             | 1,3              | 2,2               |
| Kathrin Anke Boleslawsky | Grüne           | 2,7              | 3,5               |
| Peter Börs               | NPD             | 2,8              | 2,3               |
| Michael Polte            | Piraten         | 1,9              | 1,7               |
| —                        | REP             | —                | 0,1               |
| —                        | MLPD            | —                | 0,1               |
| —                        | AfD             | —                | 4,7               |
| —                        | pro Deutschland | —                | 0,4               |
| —                        | FREIE WÄHLER    | —                | 0,8               |
| Hans-Georg Rieger        | parteilos       | 1,6              | —                 |
| Mathias Krebs            | parteilos       | 1,3              | —                 |
| Jonas Kayser             | parteilos       | 0,3              | —                 |

### Bundestagswahl 2009
Die Bundestagswahl 2009 hatte folgendes Ergebnis:
| Direktkandidat   | Partei    | Erststimmen in % | Zweitstimmen in % |
| ---------------- | --------- | ---------------- | ----------------- |
| Dagmar Ziegler   | SPD       | 32,1             | 28,0              |
| Kirsten Tackmann | Die Linke | 30,8             | 29,1              |
| Guido Quadfasel  | CDU       | 21,9             | 23,7              |
| Claus Mohrmann   | FDP       | 7,8              | 8,6               |
| Axel Müller      | Grüne     | 4,3              | 4,4               |
| Peter Börs       | NPD       | 3,2              | 2,4               |
| —                | MLPD      | —                | 0,1               |
| —                | BüSo      | —                | 0,1               |
| —                | DVU       | —                | 0,8               |
| —                | REP       | —                | 0,2               |
| —                | FWD       | —                | 0,8               |
| —                | Piraten   | —                | 1,7               |

### Bundestagswahl 2005
Die Bundestagswahl 2005 hatte folgendes Ergebnis:
| Direktkandidat   | Partei                | Erststimmen in % | Zweitstimmen in % |
| ---------------- | --------------------- | ---------------- | ----------------- |
| Ernst Bahr       | SPD                   | 38,5             | 36,6              |
| Rainer Neumann   | CDU                   | 23,5             | 21,9              |
| Mario Göttling   | FDP                   | 4,5              | 6,4               |
| Wolfgang Freese  | Bündnis 90/Die Grünen | 5,5              | 4,4               |
| Kirsten Tackmann | Die Linke.            | 25,2             | 26,6              |
| Peter Börs       | NPD                   | 2,8              | 2,7               |
| —                | GRAUE                 | —                | 0,6               |
| —                | 50Plus                | —                | 0,5               |
| —                | MLPD                  | —                | 0,2               |